# La Cour du Lion
La Cour du Lion est la sixième fable du livre VII de Jean de La Fontaine situé dans le deuxième recueil des Fables de La Fontaine, édité pour la première fois en 1678. Elle est inspirée des isopets de Marie de France du XIIe siècle, qui a été elle-même inspirée par les fables de Phèdre. Cette fable est une critique de la cour et du Roi. En effet, le Lion est la représentation du roi Louis XIV et les autres animaux de la cour. À la question du Lion, l'Ours et le Singe font dans l'excès : le premier est trop sincère, lorsque le second est trop flatteur. Le Renard, quant à lui, fait preuve de ruse en répondant « en Normand », c'est-à-dire évasivement. Le Roi est donc considéré comme sévère, punissant les personnages ne disant pas ce qu'il veut.

## Version classique[4]
[Guéroult]
Sa Majesté Lionne un jour voulut connaître,

De quelles nations le Ciel l'avait fait maître.

Il manda donc par députés 

Ses vassaux de toute nature,

Envoyant de tous les côtés

Une circulaire écriture,

Avec son sceau. L’écrit portait

Qu’un mois durant le Roi tiendrait

Cour plénière, dont l’ouverture

Devait être un fort grand festin,

Suivi des tours de Fagotin.

Par ce trait de magnificence

Le Prince à ses sujets étalait sa puissance.

En son Louvre il les invita.

Quel Louvre ! un vrai charnier, dont l’odeur se porta

D’abord au nez des gens. L’Ours boucha sa narine:

Il se fût bien passé de faire cette mine,

Sa grimace déplut. Le Monarque irrité

L’envoya chez Pluton faire le dégoûté.

Le Singe approuva fort cette sévérité ;

Et flatteur excessif il loua la colère

Et la griffe du Prince, et l’antre, et cette odeur :

Il n’était ambre, il n’était fleur,

Qui ne fût ail au prix. Sa sotte flatterie

Eut un mauvais succès, et fut encor punie.

Ce Monseigneur du Lion là,

Fut parent de Caligula.

Le Renard étant proche : Or çà, lui dit le Sire,

Que sens-tu ? dis-le-moi : Parle sans déguiser.

L’autre aussitôt de s’excuser,

Alléguant un grand rhume : il ne pouvait que dire

Sans odorat ; bref il s’en tire.

Ceci vous sert d’enseignement.

Ne soyez à la Cour, si vous voulez y plaire,

Ni fade adulateur, ni parleur trop sincère ;

Et tâchez quelquefois de répondre en Normand.
— Jean de La Fontaine, Fables de La Fontaine, Cour du Lion

## Images et illustrations

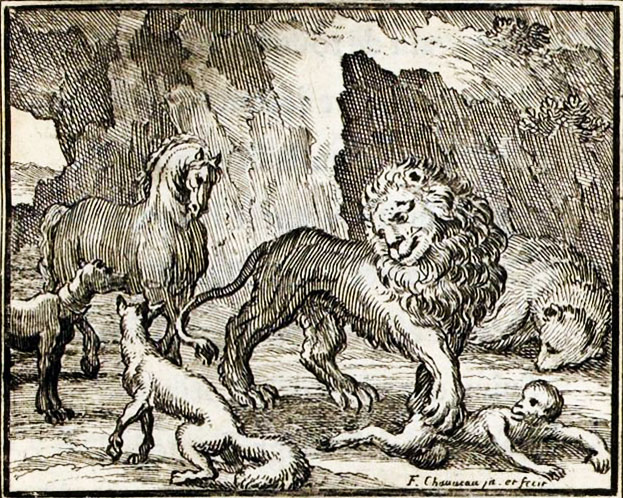
Gravure de François Chauveau (1613-1676).
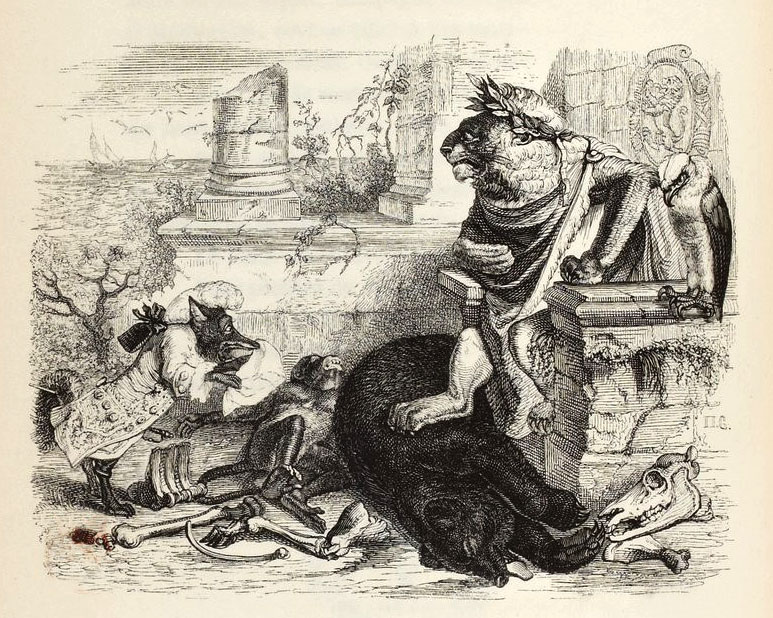
Dessin de Grandville (1838-1840).
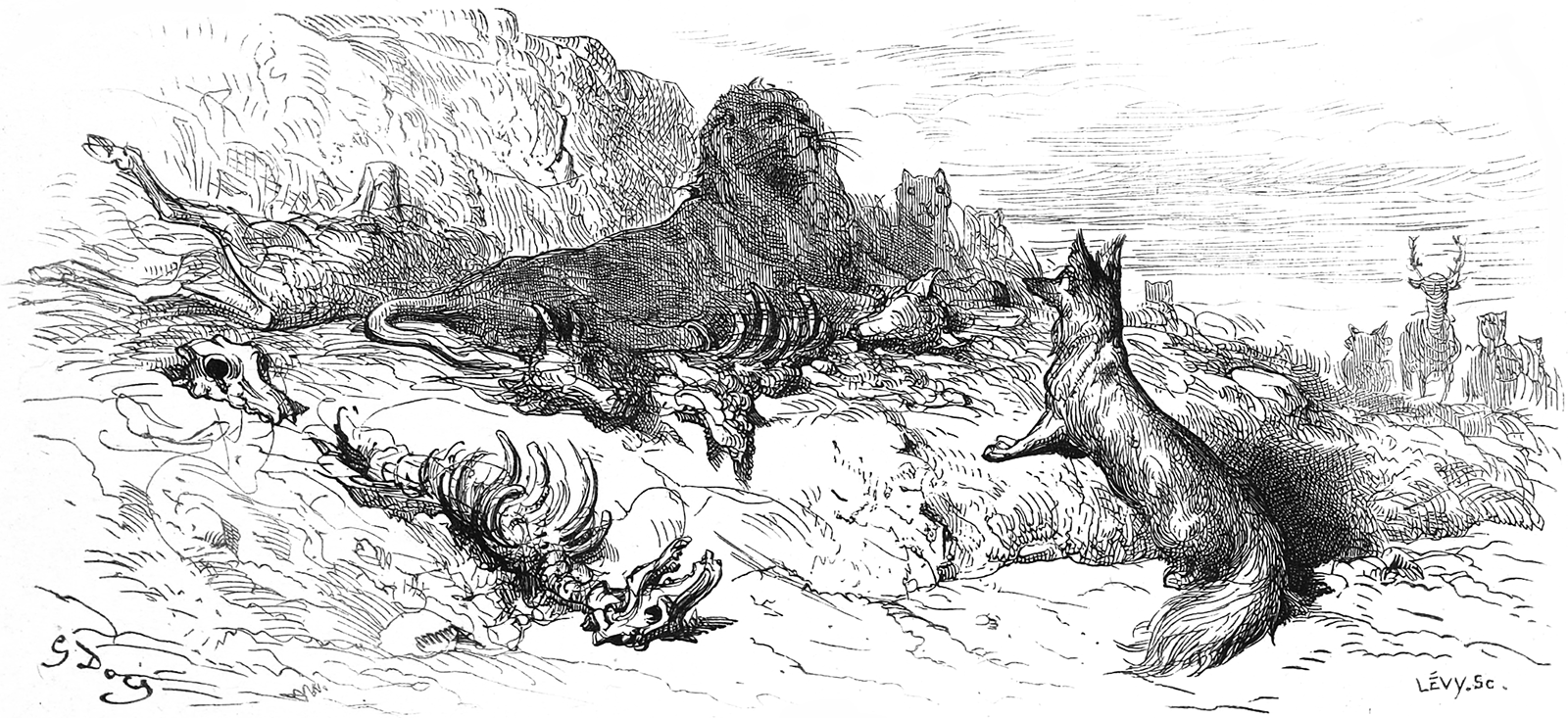
Illustration de Gustave Doré (1876).
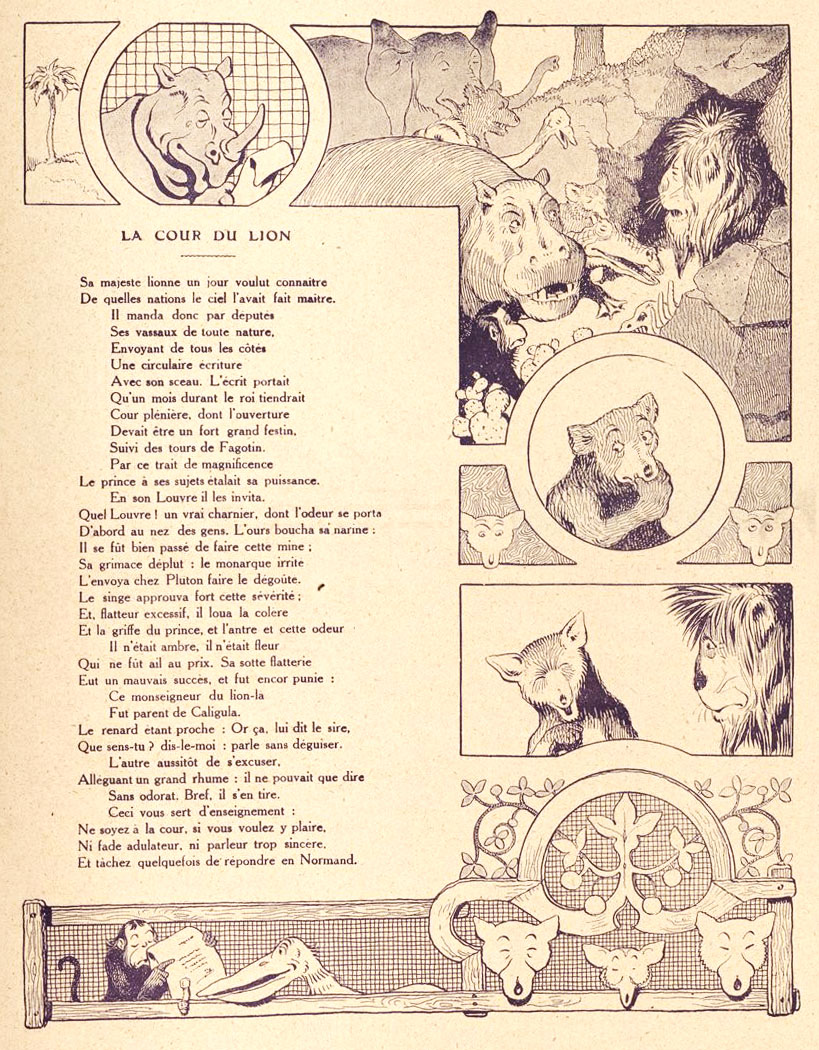
Illustration de Benjamin Rabier (1906).